# Р-05 (ракета)
Р-05 — советская одноступенчатая стратосферная ракета, разрабатываемая КБ-7 в 1937-1941 годах, в целях изучения стратосферы, космических лучей, геодезических и метеорологических исследований. Одна из первых управляемых ракет. Первый запуск состоялся в 1938 году. Основное техническое требование к ракете — подъём на высоту до 50 км.

## История
с 31 марта по 6 апреля 1934 года в Ленинграде прошла всесоюзная конференция по изучению стратосферы, на которой были высказаны соображения о возможности исследований стратосферы с помощью ракет. 
По инициативе О. Ю. Шмидта и геофизического института Академии наук СССР поступил заказ на разработку ракеты с высотой подъёма до 50 км. 
В конце 1937 года. А. И. Полярным совместно с П. И. Ивановым был разработан проект, создан и запущен первый прототип ракеты.
В 1938 г.  были проведены масштабные переработки. Был установлен двигатель конструкции Ф. Л. Якайтиса, разработана система фотоэлементов для ракеты, установлены фотодальномер, гироскопы и датчики исследования. 
По организационным причинам в апреле 1939 года все работы по ракете Р-05 были прекращены.
В начале 1940 года работы возобновились в Московском высшем техническом училище (МВТУ). Гидрометеослужба при СНК СССР стала финансировать эту работу.
Окончательное закрытие проекта произошло из-за начавшейся войны.

## Особенности конструкции
Первый вариант ракеты имел массу 12 кг и работал на жидких спирте и кислороде. Для повышения высоты полёта использовались две пороховые разгонные камеры. Для стабилизации ракеты использовался гироскоп, жёстко связанный с её корпусом.
В 1938 году вес ракеты с пороховыми разгонными камерами составлял уже 60,5 кг.  В новой ракете для создания давления для наддува топливных дюралевых баков было осуществлено применение порохового аккумулятора давления (ПАД)
Для сохранения вертикальной траектории предполагалось до высоты 10 км использовать источник инфракрасных лучей, которые должны были воздействовать на фотоэлементы, расположенные на стабилизаторах. Автоматически управляемые рули должны были удерживать ракету в узком пучке инфракрасных лучей.
В качестве оборудования на ракете устанавливался ФТИ-5 и комплексная установка ДТУ-1.
ФТИ-5 — миниатюрный аппарат для автоматического фотографирования через определённые промежутки времени земной поверхности при спуске. Фотоаппарат был разработан и изготовлен по заказу КБ-7 Ленинградским оптическим институтом.
ДТУ-1 — комплексная установка, куда входили два барометра, безынерционный термометр, акселерометр, манометр для измерения давления в двигателе, шифрующее и распределительное устройство, часовой механизм, источник электропитания и миниатюрный радиопередатчик